# 新谷功
新谷 功（しんたに いさお、1935年7月5日 - ）は、日本の経営者。川崎汽船社長、会長を務めた。大阪府大阪市出身。

## 経歴
1958年に大阪大学経済学部を卒業し、同年に川崎汽船に入社。1986年6月に取締役に就任し、1988年6月に常務、1991年6月に専務を経て、1994年6月に社長に就任。2000年6月に会長に就任。
1997年11月に藍綬褒章を受章し、2005年11月に旭日重光章を受章。